# 第百七十五号哨戒特務艇
第百七十五号哨戒特務艇（だいひゃくななじゅうごごうしょうかいとくむてい）は、日本海軍の特務艇（哨戒特務艇）。第一号型哨戒特務艇の69番艇。海上保安庁の掃海船として行動中に遭難沈没した。

## 艇歴
マル戦計画の特務艇、第2121号艦型の175番艇、仮称艦名第2295号艦として計画。1944年11月5日、第百七十五号哨戒特務艇と命名されて第一号型哨戒特務艇の65番艇に定められ、本籍を佐世保鎮守府と仮定。1945年4月9日、船体概成により徳島合同造船株式会社から呉海軍工廠へ引き渡し。6月6日竣工し、本籍を佐世保鎮守府に定められ、佐伯防備隊に編入。
終戦時は佐伯に所在。戦後は掃海に従事。
1945年12月1日、第二復員省の開庁に伴い、呉地方復員局所管の掃海艦に定められ、同局掃海部佐伯支部所属と定められる。また、同日から艦名を哨特第百七十五号としている。1946年5月20日、佐伯支部から除かれ、呉地方復員局掃海部下関支部所属に改められる。
1946年6月15日、復員庁の開庁に伴い、所属を下関掃海部に改められる。
1948年1月1日、復員庁が廃止され、運輸省に移管。5月1日、海上保安庁に編入され掃海船MS-28となる。8月20日、船名を哨特第一七五号 MS-28に定められる。
1950年7月14日、朝鮮戦争の勃発により日本国内の重要港湾に対する共産側潜水艦による機雷敷設が予想されたため、アメリカ極東海軍司令部から日本に対し東京湾と佐世保港の毎日掃海（日施掃海）が指示された。東京湾は、本船ほか7隻を第三管区海上保安部航路啓開部に組み入れ、8月23日から掃海を実施した。10月9日、東京湾に展開していた元哨戒特務艇は、哨特第一七九号を除き朝鮮水域へ派遣されることが決まる。10月27日、本船ほか2隻は朝鮮水域へ向かうため佐世保へ回航されたが、本船は回航途上の10月30日に下田沖で座礁し沈没した。
1951年1月19日、哨特第一七五号は海上保安庁を解役された。